# Melecjusz
Melecjusz – imię męskie pochodzenia greckiego, które przedostało się do Polski za pośrednictwem łaciny, pierwotnie zdrobnienie od gr. imienia Mélēs (Mélētos), którego znaczenie łączy się z gr. mélō — "troszczyć się". W średniowiecznej Polsce notowano to imię od 1370 roku w nast. formach i zdrobnieniach: (wschodniosłowiańska) Mełenty(j) // Mielenty(j), Mełenytn // Mielentyn, Mielent // Mielęt, Mielen //Mieleń, (wsł.) Mela //Miela, Mielanko, Mielech, Mielesz, Mieleszka, Mieleszko, Mieliszko, Miel(ko), Mileszko (= Mieleszko), (wsł.) Mieniak, Mień, Mieńko. Święci o tym imieniu pojawiają się w literaturze przynajmniej ośmiokrotnie.

## Melecjuszimieninyobchodzi
- 12 lutego, jako wspomnienie biskupa i patriarchy św. Melecjusza z Antiochii,
- 1 września, jako wspomnienie św. Melecjusza Młodszego, mnicha z Beocji,
- 21 września, jako wspomnienie św. Melecjusza z Cypru, wspominanego razem ze św. Izaakiem,
- 4 grudnia, jako wspomnienie św. Melecjusza, biskupa Sebastopolis.

## Odpowiedniki w innych językach
- łacina — Meletius
- język francuski — Mélèce
- język hiszpański — Melecio
- język rosyjski — Мелетий (Meletij)
- język rumuński — Meletie
- język włoski — Melezio

## Znane osoby noszące imię Melecjusz
- Melecjusz z Lykopolis (IV w.) – biskup Lykopolis w Egipcie, twórca schizmy melecjańskiej
- Melecjusz Smotrycki (1578–1633) – polsko-ukraiński pisarz, biskup prawosławny
- Melecjusz IV Metaksakis (1871–1935) – patriarcha Konstantynopola